# Horniella centralis
Horniella centralis (лат.) — вид мелких коротконадкрылых жуков рода Horniella из подсемейства ощупники (Pselaphinae, Staphylinidae). Юго-Восточная Азия.
Название «centralis» означает «расположенный в центре», относящееся к типовой местности, расположенной в центральной части Китая.

## Распространение
Юго-Восточная Азия: Китай (Shaanxi).

## Описание
Длина тела около 4 мм (3,81—3,98 мм у самцов и 3,57—3,80 мм у самок), красновато-коричневого цвета. Сложные глаза состоят из 30-36 фасеток. Самцы наиболее похожи на H. dao тем, что имеют одинаковые вогнутые передние края переднебоковых щечных выступов, слегка расширенные базолатеральные края скапуса, длинную апикальную шпору передних голеней, аналогичный апикальный выступ средних голеней, и аналогичное расположение шипов на передних и средних ногах.
Переднеспинка с антебазальной бороздкой, соединяющей срединную и латеральную антебазальные ямки. Усики 11-члениковые, булава состоит из 3 апикальных сегментов. Ноги тонкие и длинные; бёдра утолщённые. Вид был впервые описан в 2014 году китайскими энтомологами (Zi-Wei Yin и Li-Zhen Li) по материалам из Китая. Включён в видовую группу H. centralis group.